# Provinzwahlen in den Niederlanden 2023

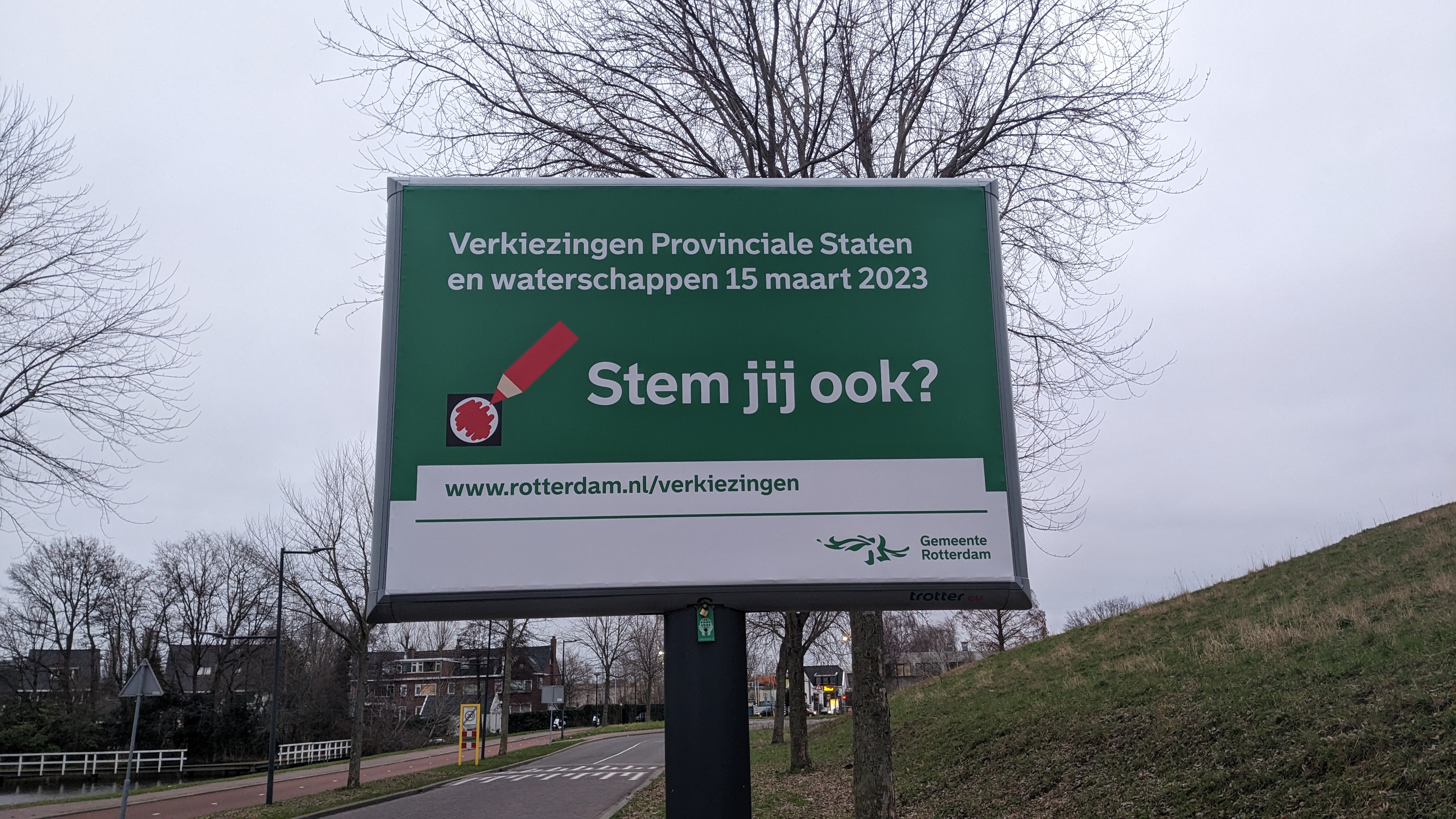
Plakat für die Provinzialwahlen und die Waterschapwahlen in Rotterdam

Die Provinzwahlen in den Niederlanden 2023 fanden am 15. März 2023 statt. Hierbei wurden die Parlamente der zwölf Provinzen der Niederlande für vier Jahre gewählt. Die Provinzwahlen bestimmte weitgehend die Zusammensetzung der Ersten Kammer, die am 30. Mai 2023 neu gewählt wurde.
Am selben Tag wurden auch die Verwaltungen der Waterschappen und die Inselräte der Karibischen Niederlande gewählt.

## Ausgangslage
Bei den Provinzwahlen 2019 erreichte das 2016 gegründete Forum voor Democratie mit 14,5 % die meisten Stimmen landesweit vor der VVD (14 %). Die landesweite Wahlbeteiligung lag bei 56,2 Prozent. In allen Provinzen waren rechnerisch mindestens drei Fraktionen erforderlich für eine absolute Mehrheit. Bei der Wahl der Zweiten Kammer 2021 wurde die VVD mit 21,9 % der Stimmen wieder deutlich stärkste Partei.
Ein wichtiges – und auf dem Lande beherrschendes – Thema des Wahlkampfes war das drohende Aus für viele bäuerliche Betriebe infolge der von der Regierung beabsichtigten Halbierung des Viehbestands zu Verringerung der Stickstoffemissionen. Die Proteste dagegen brachten einer neugegründeten Partei, der BoerBurgerBeweging (BBB), Aufmerksamkeit und Zulauf.

## Wahlrecht
Wahlberechtigt in einer Provinz waren niederländische Staatsbürger, die zum Stichtag 30. Januar 2023 ihren Wohnsitz in der jeweiligen Provinz hatten und am Wahltag 18 oder älter waren.
In den Provinzen sind abhängig von der Einwohnerzahl 39 bis 55 Abgeordnete zu wählen. Das Wahlsystem entspricht weitgehend dem für die Wahl zur Zweiten Kammer. Die Sitze werden ohne Sperrklausel nach dem D’Hondt-Verfahren verteilt.

## Teilnehmende Parteien
Folgende 14 Parteien kandidierten in allen zwölf Provinzen:
- VVD
- D66
- PVV
- CDA
- SP
- PvdA (gemeinsame Liste mit GroenLinks in Zeeland)
- GroenLinks (gemeinsame Liste mit PvdA in Zeeland)
- Forum voor Democratie
- Partij voor de Dieren
- ChristenUnie (gemeinsame Liste mit SGP in Noord-Brabant)
- JA21
- 50PLUS
- BBB
- Belang van Nederland

Folgende Parteien und sonstige Gruppierungen kandidieren in mehreren Provinzen:
- SGP: kandidiert nicht in Friesland, Noord-Holland und Limburg, gemeinsame Liste mit ChristenUnie in Noord-Brabant
- Volt: kandidiert nicht in Friesland, Flevoland, Zeeland und Limburg
- DENK: Provinzen Utrecht, Noord-Holland und Zuid-Holland
- Jezus Leeft: Provinzen Groningen, Drenthe, Overijssel, Noord-Holland (2 von 3 Wahlkreisen), Zuid-Holland (2 von 4 Wahlkreisen), Noord-Brabant und Limburg (1 von 2 Wahlkreisen)
- AWP voor Water, Klimaat en Natuur: Provinzen Friesland, Noord-Holland, Zuid-Holland, Zeeland, Noord-Brabant und Limburg
- Alliantie: Provinzen Drenthe, Overijssel und Noord-Brabant.

Jeweils nur in einer Provinz treten an:
- Provinz Groningen: Groninger Belang, Partij voor het Noorden
- Provinz Friesland: FNP, Provinciaal Belang Fryslân
- Provinz Drenthe: Sterk Lokaal Drenthe
- Provinz Overijssel: Samen Lokaal Twente
- Provinz Flevoland: Krachtig Flevoland, SterkLokaalFlevoland
- Provinz Gelderland: Lokale Partijen Gelderland, ONS Gelderland
- Provinz Utrecht: ZWARTE PIET IS ZWART, U26 GEMEENTEN
- Provinz Noord-Holland: Nederland met een PLAN, Piratenpartij, Onafhankelijke Politiek-NH OPNH, Namens Noord-Hollanders, Code Oranje
- Provinz Zuid-Holland: GOUD
- Provinz Zeeland: Partij voor Zeeland
- Provinz Noord-Brabant: Lokaal Brabant, Ouderen Appèl - Hart voor Brabant
- Provinz Limburg: Hart voor Vrijheid (1 von 2 Wahlkreisen), LOKAAL-LIMBURG, Limburgse Senioren Partij, Omzien!

## Ergebnisse
Die Provinzwahlen führten zu einem politischen „Erdrutsch“. Die erstmals angetretene BoerBurgerBeweging (BBB) wurde durchweg zur stärksten Kraft (in der Provinz Noord-Holland gleichauf mit der VVD, in der Provinz Utrecht gleichauf mit GroenLinks). Der auf dem Lande zuvor gut verankerte CDA, der die Landwirtschaftspolitik der Regierung Rutte mitgetragen hatte, verlor die Hälfte seiner Wähler (oder mehr), meist an die BBB, und fiel auf das Niveau einer Kleinpartei, selbst dort, wo der CDA jahrzehntelang den Ton angegeben hatte, wie in der Provinz Overijssel.
|                       | Sitze | Sitze       | Sitze | Sitze | Sitze | Sitze | Sitze | Sitze | Sitze | Sitze | Sitze | Sitze | Sitze | Sitze   | Sitze  | Sitze                               | Sitze |
| BBB                   | VVD   | Groen Links | PvdA  | CDA   | D66   | PVV   | PvdD  | SP    | JA21  | CU    | SGP   | FvD   | Volt  | 50 PLUS | Übrige | Sitze insge- samt                   |       |
| --------------------- | ----- | ----------- | ----- | ----- | ----- | ----- | ----- | ----- | ----- | ----- | ----- | ----- | ----- | ------- | ------ | ----------------------------------- | ----- |
| Provinz Drenthe       | 17    | 4           | 2     | 4     | 3     | 1     | 2     | 2     | 2     | 1     | 2     |       | 1     | 1       |        | Sterk Lokaal Drenthe 1              | 43    |
| Provinz Flevoland     | 10    | 4           | 3     | 3     | 2     | 2     | 3     | 2     | 2     | 2     | 2     | 2     | 2     |         | 1      | SterkLokaalFlevoland 1              | 41    |
| Provinz Friesland     | 14    | 3           | 3     | 5     | 4     | 1     | 2     | 1     | 1     | 1     | 2     |       | 1     |         |        | FNP 4, Provinciaal Belang Fryslân 1 | 43    |
| Provinz Gelderland    | 14    | 6           | 5     | 5     | 4     | 3     | 2     | 2     | 2     | 2     | 3     | 3     | 1     | 2       | 1      |                                     | 55    |
| Provinz Groningen     | 12    | 2           | 5     | 5     | 2     | 2     | 2     | 2     | 2     |       | 3     |       | 1     | 1       |        | Groninger Belang 3, PvhN 1          | 43    |
| Provinz Limburg       | 10    | 5           | 4     | 3     | 5     | 3     | 6     | 2     | 3     | 2     |       |       | 1     |         | 1      | Lokaal-Limburg 2                    | 47    |
| Provinz Noord-Brabant | 11    | 9           | 5     | 4     | 4     | 4     | 4     | 2     | 4     | 2     | 1     | 1     | 1     | 1       | 1      | Lokaal Brabant 2                    | 55    |
| Provinz Noord-Holland | 8     | 8           | 7     | 7     | 2     | 4     | 3     | 4     | 2     | 3     | 1     |       | 2     | 2       | 2      |                                     | 55    |
| Provinz Overijssel    | 17    | 4           | 4     | 3     | 4     | 2     | 2     | 1     | 1     | 2     | 3     | 2     | 1     | 1       |        |                                     | 47    |
| Provinz Utrecht       | 7     | 6           | 7     | 3     | 4     | 5     | 2     | 3     | 1     | 2     | 3     | 2     | 1     | 2       | 1      |                                     | 49    |
| Provinz Zeeland       | 9     | 4           | 6     | 6     | 5     | 1     | 2     | 1     | 1     | 1     | 1     | 5     | 1     |         |        | Partij voor Zeeland 2               | 39    |
| Provinz Zuid-Holland  | 9     | 8           | 6     | 4     | 4     | 4     | 4     | 3     | 2     | 3     | 2     | 2     | 2     | 1       | 1      |                                     | 55    |

| Provinz       | Wahl- betei- ligung | Stimmenanteil in % | Stimmenanteil in % | Stimmenanteil in % | Stimmenanteil in % | Stimmenanteil in % | Stimmenanteil in % | Stimmenanteil in % | Stimmenanteil in % | Stimmenanteil in % | Stimmenanteil in % | Stimmenanteil in % | Stimmenanteil in % | Stimmenanteil in % | Stimmenanteil in % | Stimmenanteil in % | Stimmenanteil in % | Stimmenanteil in % | Stimmenanteil in % | Stimmenanteil in %                                  | Stimmenanteil in % |
| Provinz       | Wahl- betei- ligung | BBB                | VVD                | GL                 | PvdA               | CDA                | D66                | PVV                | PvdD               | JA21               | SP                 | CU                 | SGP                | FvD                | Volt               | 50 Plus            | BVNL               | Denk               | AWP                | Sonstige Parteien (mindestens 0,5 %)                | Übrige             |
| ------------- | ------------------- | ------------------ | ------------------ | ------------------ | ------------------ | ------------------ | ------------------ | ------------------ | ------------------ | ------------------ | ------------------ | ------------------ | ------------------ | ------------------ | ------------------ | ------------------ | ------------------ | ------------------ | ------------------ | --------------------------------------------------- | ------------------ |
| Drenthe       | 66,4                | 33,4               | 7,7                | 5,6                | 9,4                | 5,9                | 3,8                | 5,2                | 4,2                | 2,4                | 4,7                | 4,9                | 1,0                | 3,0                | 2,9                | 1,3                | 1,2                | –                  | –                  | Sterk Lokaal Drenthe 2,8 %                          | 0,4                |
| Flevoland     | 52,4                | 20,8               | 10,0               | 6,9                | 7,6                | 5,1                | 5,7                | 7,6                | 4,5                | 4,6                | 4,2                | 5,9                | 4,2                | 4,5                | –                  | 2,5                | 1,3                | –                  | –                  | SterkLokaalFlevoland 2,8 % Krachtig Flevoland 1,8 % | –                  |
| Friesland     | 65,6                | 27,9               | 6,7                | 6,5                | 10,6               | 8,7                | 3,3                | 4,5                | 3,4                | 2,7                | 3,5                | 5,3                | –                  | 3,6                | –                  | 0,9                | 1,8                | –                  | 0,6                | FNP 8,1 % Provinciaal Belang Fryslân 2,0 %          | –                  |
| Gelderland    | 64,4                | 23,6               | 10,0               | 8,1                | 8,9                | 7,0                | 5,3                | 4,1                | 4,5                | 3,5                | 3,5                | 5,5                | 5,1                | 2,6                | 3,7                | 1,9                | 0,7                | –                  | –                  | Lokale Partijen Gelderland 1,6 %                    | 0,5                |
| Groningen     | 62,5                | 23,5               | 5,7                | 9,6                | 10,0               | 4,1                | 5,4                | 4,7                | 5,0                | 1,7                | 5,5                | 6,3                | 1,1                | 2,4                | 3,8                | 1,4                | 0,6                | –                  | –                  | Groninger Belang 6,0 % PvhN 2,9 %                   | 0,1                |
| Limburg       | 53,9                | 18,5               | 9,6                | 8,7                | 7,0                | 9,3                | 6,1                | 12,7               | 3,8                | 4,1                | 6,7                | 0,7                | –                  | 3,4                | –                  | 2,5                | 0,9                | –                  | 0,6                | Lokaal-Limburg 4,3 % LSP 0,9 %                      | 0,5                |
| Noord-Brabant | 55,5                | 18,2               | 14,1               | 7,7                | 7,6                | 6,6                | 6,7                | 6,8                | 3,9                | 4,2                | 7,6                | 1,6                | 1,6                | 2,8                | 2,9                | 2,6                | 0,9                | –                  | 0,5                | Lokaal Brabant 4,2 % Alliantie 0,6 %                | 0,5                |
| Noord-Holland | 56,8                | 13,6               | 12,8               | 11,4               | 11,1               | 4,0                | 7,4                | 4,7                | 7,3                | 5,4                | 3,4                | 2,1                | –                  | 3,5                | 4,5                | 3,1                | 1,1                | 1,2                | 0,8                | OPNH 1,0 % Piratenpartij 0,5 %                      | 1,0                |
| Overijssel    | 65,1                | 31,5               | 8,0                | 7,4                | 6,7                | 8,2                | 3,6                | 4,9                | 3,6                | 3,6                | 3,0                | 5,9                | 3,7                | 2,7                | 3,0                | 1,2                | 0,8                | –                  | –                  | Samen Lokaal Twente 1,5 % Alliantie 0,8 %           | 0,1                |
| Utrecht       | 63,4                | 13,2               | 11,9               | 12,9               | 6,8                | 8,0                | 9,3                | 4,1                | 5,7                | 4,3                | 2,6                | 5,5                | 3,8                | 2,1                | 4,6                | 1,8                | 0,7                | 1,6                | –                  | U26 Gemeenten 1,2 %                                 | 0,1                |
| Zeeland       | 62,4                | 19,8               | 8,9                | 13,4               | 13,4               | 11,4               | 3,9                | 4,8                | 3,4                | 3,4                | 3,3                | 4,3                | 12,4               | 3,0                | –                  | 1,6                | 0,8                | –                  | 0,9                | Partij voor Zeeland 4,6 %                           | –                  |
| Zuid-Holland  | 54,5                | 13,7               | 13,1               | 9,8                | 7,0                | 6,2                | 7,5                | 6,4                | 4,9                | 6,1                | 3,4                | 4,1                | 4,1                | 3,6                | 2,9                | 3,0                | 1,2                | 1,5                | 0,9                | –                                                   | 0,5                |
| Niederlande   | 58,80               | 19,19              | 11,17              | 8,96               | 8,12               | 6,64               | 6,34               | 5,76               | 4,83               | 4,40               | 4,24               | 3,66               | 2,52               | 3,07               | 3,00               | 2,30               | 0,98               | 0,61               | 0,44               | 3,22                                                | 3,22               |
| Niederlande   | 58,80               | 19,19              | 11,17              | 0,32               | 0,32               | 6,64               | 6,34               | 5,76               | 4,83               | 4,40               | 4,24               | 0,22               | 0,22               | 3,07               | 3,00               | 2,30               | 0,98               | 0,61               | 0,44               | 3,22                                                | 3,22               |

## Wahl der Ersten Kammer
Die Mitglieder der neu gewählten Provinzparlamente wählten am 30. Mai 2023 die Erste Kammer der Generalstaaten für vier Jahre neu.
Ebenfalls nehmen drei Wahlkollegien der Karibischen Niederlande (eines für jede der drei Inseln) und erstmals ein von den Auslandsniederländern gewähltes Wahlkollegium an der Wahl der Ersten Kammer teil. Diese Kollegien wurden ebenfalls am 15. März 2023 gewählt.
Da die Einwohnerzahlen im Verhältnis zur Größe der Provinciale Staten stark variieren, werden die Stimmen der Provinzparlamentarier provinzweise gewichtet. Der Stimmwert der Provinz ergibt sich durch Teilung ihrer Einwohnerzahl durch die hundertfache Zahl der Mitglieder des Provinzparlaments. Analog wird vorgegangen bei der Berechnung der Stimmwerte der Wahlkollegien der Karibischen Niederlande, hier ist das Stimmgewicht wegen der niedrigen Einwohnerzahlen (etwa 29.000 Einwohner insgesamt) gering. Für den Stimmwert beim Kollegium der Auslandsniederländer gilt eine Sonderregelung. Die Stimmwerte für die Wahl der Ersten Kammer waren:
Provinzen
- Groningen: 139
- Friesland: 153
- Drenthe: 117
- Overijssel: 252
- Flevoland: 109
- Gelderland: 388
- Utrecht: 283
- Noord-Holland: 537
- Zuid-Holland: 692
- Zeeland: 100
- Noord-Brabant: 478
- Limburg 240

Wahlkollegien
- Auslandsniederländer (25 Mitglieder): 20
- Bonaire (9 Mitglieder): 27
- Sint Eustatius: (5 Mitglieder) 7
- Saba (5 Mitglieder): 4

Bei der Wahl der Ersten Kammer am 30. Mai 2023 ergab sich folgende Verteilung der 75 Sitze (Veränderung zur Wahl 2019 in Klammer):
- BBB: 16 (neu)
- VVD: 10 (−2)
- GroenLinks: 7 (−1)
- PvdA: 7 (±0)
- CDA: 6 (−3)
- D66: 5 (−2)
- PVV: 4 (−1)
- Partij voor de Dieren: 3 (±0)
- SP: 3 (−1)
- JA21: 3 (neu)
- ChristenUnie: 3 (−1)
- SGP: 2 (±0)
- Forum voor Democratie: 2 (−10)
- Volt: 2 (neu)
- 50PLUS: 1 (−1)
- OPNL: 1 (±0)